# ميخائيل نيكلسون
ميخائيل نيكلسون (بالإنجليزية: Michael Nicholson)‏ هو صحفي بريطاني، ولد في 9 يناير 1937 في رومفورد في المملكة المتحدة، وتوفي في 11 ديسمبر 2016.

## وصلات خارجية
- ميخائيل نيكلسون على موقع IMDb (الإنجليزية)
- ميخائيل نيكلسون على موقع قاعدة بيانات الفيلم (الإنجليزية)